# سلاح الفرسان، جيش شمال فيرجينيا

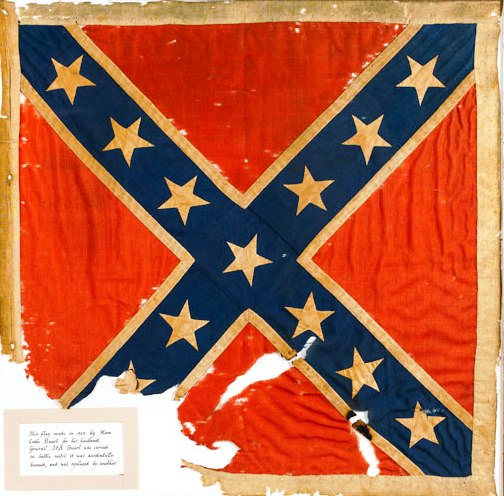
علم معركة سلاح الفرسان

سلاح الفرسان التابع لجيش شمال فيرجينيا هو وحدة منظمة من سلاح الفرسان في الجيش الكونفدرالي خلال الحرب الأهلية الأمريكية . بدأ كواء في أواخر عام 1861، وأصبح فرقة في عام 1862 وأخيرًا فيلق في عام 1863.

## الجنرال JEB ستيوارت

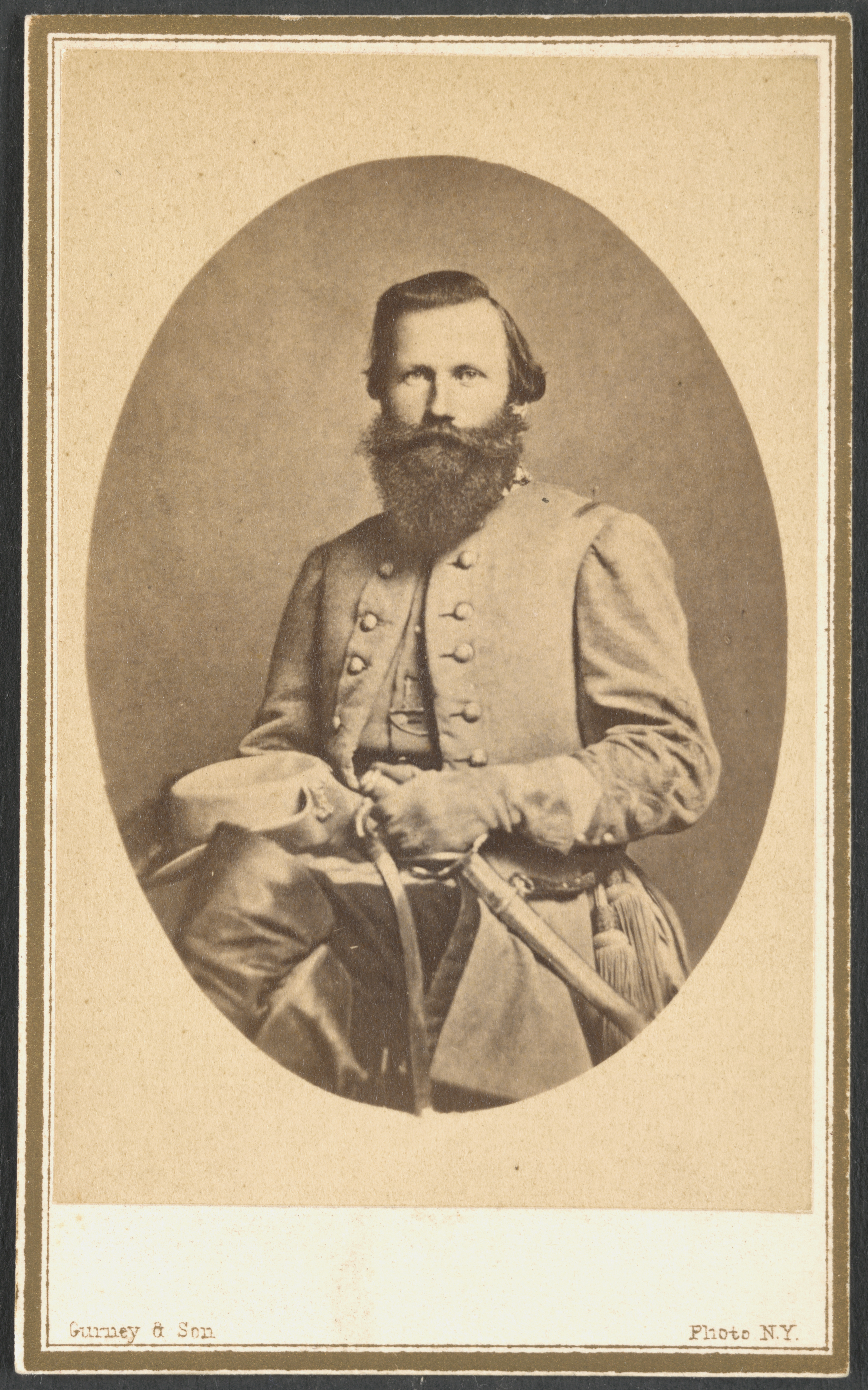
الرائد. الجنرال JEB ستيوارت.

يرتبط صعود سلاح الفرسان في ANV بالكامل تقريبًا بالجهود المهنية والجهود التنظيمية لقائدها الأول الرائد. الجنرال JEB ستيوارت.
خلال صيف عام 1861 قبل تشكيل جيش شمال فيرجينيا، كان سلاح الفرسان الكونفدرالي يقتصر على الفوج أو الوحدات الأصغر المرتبطة بالمقاطعات أو التشكيلات الأكبر.
الجدير بالذكر أن أول فرقة فرسان فرجينيا ستيوارت، وسلاح الفرجينيا الـ30 وفيلق هامبتون كانوا من ولاية كارولينا الجنوبية.
في 17 أغسطس 1862 تم بناء فرقة الفرسان مقسمة إلى أربعة ألوية في أقل من عام. وفي 9 سبتمبر 1863 تم إنشاء سلاح الفرسان أخيرًا بستة ألوية في قسمين.
وشملت المشاركات الرئيسية لفيلق الفرسان بقيادة ستيوارت ما يلي:
- الغارة حول جيش ماكليلان ( حملة شبه الجزيرة )
- الغارة على البابا العام ( المعركة الأولى لمحطة راباهانوك )
- الدفاع عن فجوة كرامبتون ( حملة ماريلاند )
- الغارة حول جيش ماكليلان (بعد معركة أنتيتام )
- الغارة خارج نهر راباهانوك
- معركة فريدريكسبيرج : تحقق من هجوم فرانكلين
- معركة تشانسيلورسفيل (أمر ستيوارت مؤقتًا الفيلق الثاني )
- محطة معركة براندي
- الغارة حول جيش ميد ( حملة جيتيسبيرغ )
- الشاشة والدفاع عن لي بعد معركة جيتيسبيرغ
- الشاشة والدفاع عن لي ضد شيريدان في حملة أوفرلاند 1864

بعد وفاة ستيوارت في 11 مايو 1864 ، تم تقسيم سلاح الفرسان إلى قسمين مستقلين تحت هامبتون وفيتز لي.

## جنرال واد هامبتون

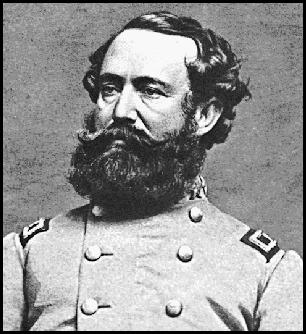
الفريق واد هامبتون.

واد هامبتون أحد أثرياء ولاية كارولينا الجنوبية، كان بمثابة القائد الثاني وأحد كبار ألوية الفرقة تحت قيادة الجنرال JEB ستيوارت. عندما قسم سلاح الفرسان بعد وفاة ستيوارت استمر هامبتون في قيادة فرقته لمدة ثلاثة أشهر حتى أعاد الجنرال روبرت إي لي سلاح الفرسان في 11 أغسطس 1864 القيادة لـ هامبتون.
كان هامبتون في الأصل من مدينة تشارلستون بولاية ساوث كارولينا ، واستمر في قيادة وحدات سلاح الفرسان خلال حصار بطرسبورغ.
نقلت وحدات هامبتون وسلاح الفرسان بالسكك الحديدية إلى كولومبيا، وخاضت عدة معارك وشملت المشاركات الرئيسية تحت قيادة هامبتون ما يلي:
- معركة معركة هوز
- معركة محطة تريفيليان
- غارة بيف ستيك
- حصار بطرسبورغ

## الجنرال فيتزهو لي

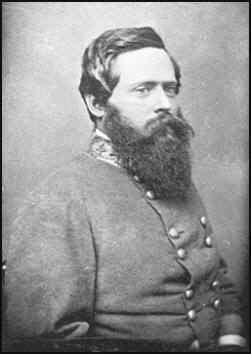
الرائد. الجنرال فيتزهو لي.

عند رحيل الجنرال هامبتون، تولى الرائد الجنرال فيتزهو لي فيلق سلاح الفرسان الأصغر المتبقي في فبراير 1865. قاد الجنرال لي قيادة الفيلق من خلال إخلاء بطرسبرغ وريتشموند وخلال حملة أبوماتوكس، حتى استسلام جيش شمال فيرجينيا. وشملت المشاركات الرئيسية تحت قيادة لي ما يلي:
- الدفاع عن لي خلال حملة أبوماتوكس
- آخر تهمة سلاح الفرسان في 9 أبريل 1865 ، في فارمفيل ، فرجينيا

## مفتاح شخصي

### قادة الفرقة
- ماثيو سي بتلر
- واد هامبتون الثالث - خلف ستيوارت في قيادة الفرسان
- Fitzhugh Lee - خلف هامبتون في قيادة الفرسان
- WHF «روني» لي
- توماس ت. مونفورد
- توماس ل.روسر
- JEB Stuart - القائد الأصلي لسلاح الفرسان (لواء، فرقة وسلاح)
- بيرس MB يونغ
- روفوس بارينجر (مؤقت)
- إيفاندر م. لو (مؤقت)
- Lunsford L. Lomax (مؤقت)

### قادة اللواء
- تورنر أشبي
- روفوس بارينجر
- جون ر. شامبليس
- هنري بريفارد ديفيدسون
- جيمس ديرينج
- جون دونوفانت
- مارتن دبليو جاري
- جيمس ب. جوردون
- جون إمبودن
- وليام لوثر جاكسون
- ألبرت جي جينكينز
- برادلي ت. جونسون
- William E. "Grumble" Jones
- إيفاندر م
- Lunsford L. Lomax
- جون مكوسلاند
- وليام HF باين
- وليام ب. روبرتس
- بيفرلي روبرتسون
- ويليامز سي ويكهام
- جيلبرت ج.رايت
- جورج سميث (مؤقت)
- جورج ستيوارت (مؤقت)

### القادة الحزبيون والحراس
- تورنر أشبي
- جون إمبودن
- William E. "Grumble" Jones
- Lunsford L. Lomax
- جون إس موسبي
- إيليا وايت

### المدفعية والموظفين
- روبرت ف. بيكهام
- Heros von Borcke
- ر. بريستون تشيو
- جون إستين كوك
- هنري ب. ماكليلان
- جون بيلهام
- جيمس هاريسون ويليامز